# Capacete M76
O M76  é um capacete de combate britânico emitido para os paraquedistas do Exército Britânico.
Os M76 têm sido emitidos desde a guerra das Malvinas, em substituição aos capacetes da era da II Guerra Mundial. Os primeiros variantes foram feitas a partir de fibra de vidro, oferecendo menos proteção do que o Mk6. Variantes mais tardias vêm com a melhoria da proteção balística encontrada no Mk6 que ainda estão em uso hoje. O forro é feito de poliestireno com seções para o ouvido feitas cortiça, removíveis para a instalação de fones de ouvido, etc.